# La Peyratte
La Peyratte is een gemeente in het Franse departement Deux-Sèvres (regio Nouvelle-Aquitaine) en telt 1163 inwoners (2005). De plaats maakt deel uit van het arrondissement Parthenay.

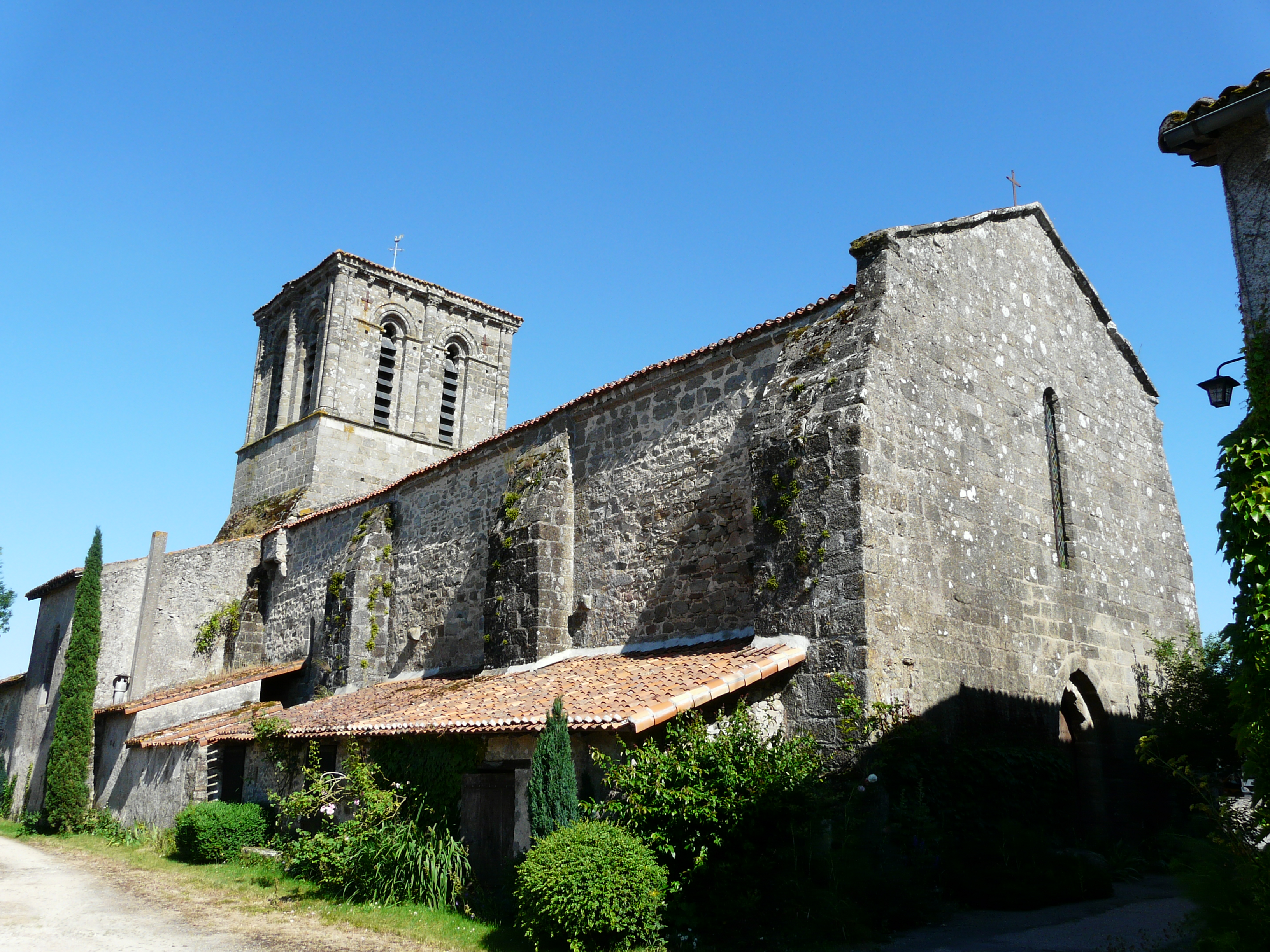

## Geografie
De oppervlakte van La Peyratte bedraagt 46,8 km², de bevolkingsdichtheid is 24,9 inwoners per km².
De onderstaande kaart toont de ligging van La Peyratte met de belangrijkste infrastructuur en aangrenzende gemeenten.

## Demografie
Onderstaande figuur toont het verloop van het inwonertal (bron: INSEE-tellingen).